# 奈良井駅
奈良井駅（ならいえき）は、長野県塩尻市大字奈良井にある、東海旅客鉄道（JR東海）中央本線の駅である。
季節によっては臨時の特急列車や快速列車が当駅に停車する。

## 歴史
- 1909年（明治42年）12月1日：国有鉄道中央東線 塩尻駅 - 当駅間延伸と同時に開業[1][3][4]。旅客及び貨物の取扱を開始[4]。
- 1910年（明治43年）10月5日：中央東線が藪原駅まで延伸、途中駅となる[2][3]。
- 1911年（明治44年）5月1日：線路名称改定[3]。当駅を含む中央東線が中央本線に改称される[3]。
- 1972年（昭和47年）11月30日：貨物の取扱を廃止[2][4]。
- 1984年（昭和59年）2月1日：荷物扱い廃止[4]。
- 1985年（昭和60年）3月22日：駅員無配置となり[5]、簡易委託駅となる[6]。
- 1987年（昭和62年）4月1日：国鉄分割民営化により東海旅客鉄道（JR東海）の駅となる[7]。

## 駅構造
単式ホーム1面1線と島式ホーム1面2線、計2面3線のホームを持つ地上駅。木造駅舎を有する。木曽平沢方単線、薮原方複線の交換可能駅でもある。留置線、跨線橋を有する。跨線橋が設置される前はホームの南端と駅舎の間に構内踏切があったが、現在もその名残がある。
駅舎は開業当時からの木造で、宿場町の雰囲気に合うよう所々手を入れている。木曽福島駅管理の簡易委託駅である。
旧中山道の鳥居峠越えを控え（藪原間の鳥居トンネル）、JR東海の駅では934mと最も標高が高い駅である。駅構内には東京スカイツリー（634m）よりも高い地点にあることをアピールする張り紙が掲出されている。

### のりば
| 番線 | 路線        | 方向 | 行先               | 備考           |
| ---- | ----------- | ---- | ------------------ | -------------- |
| 1    | CF 中央本線 | 下り | 塩尻・長野方面     |                |
| 2    | CF 中央本線 | 下り | 塩尻・長野方面     | 待避等一部列車 |
| 2    | CF 中央本線 | 上り | 中津川・名古屋方面 | 待避等一部列車 |
| 3    | CF 中央本線 | 上り | 中津川・名古屋方面 |                |

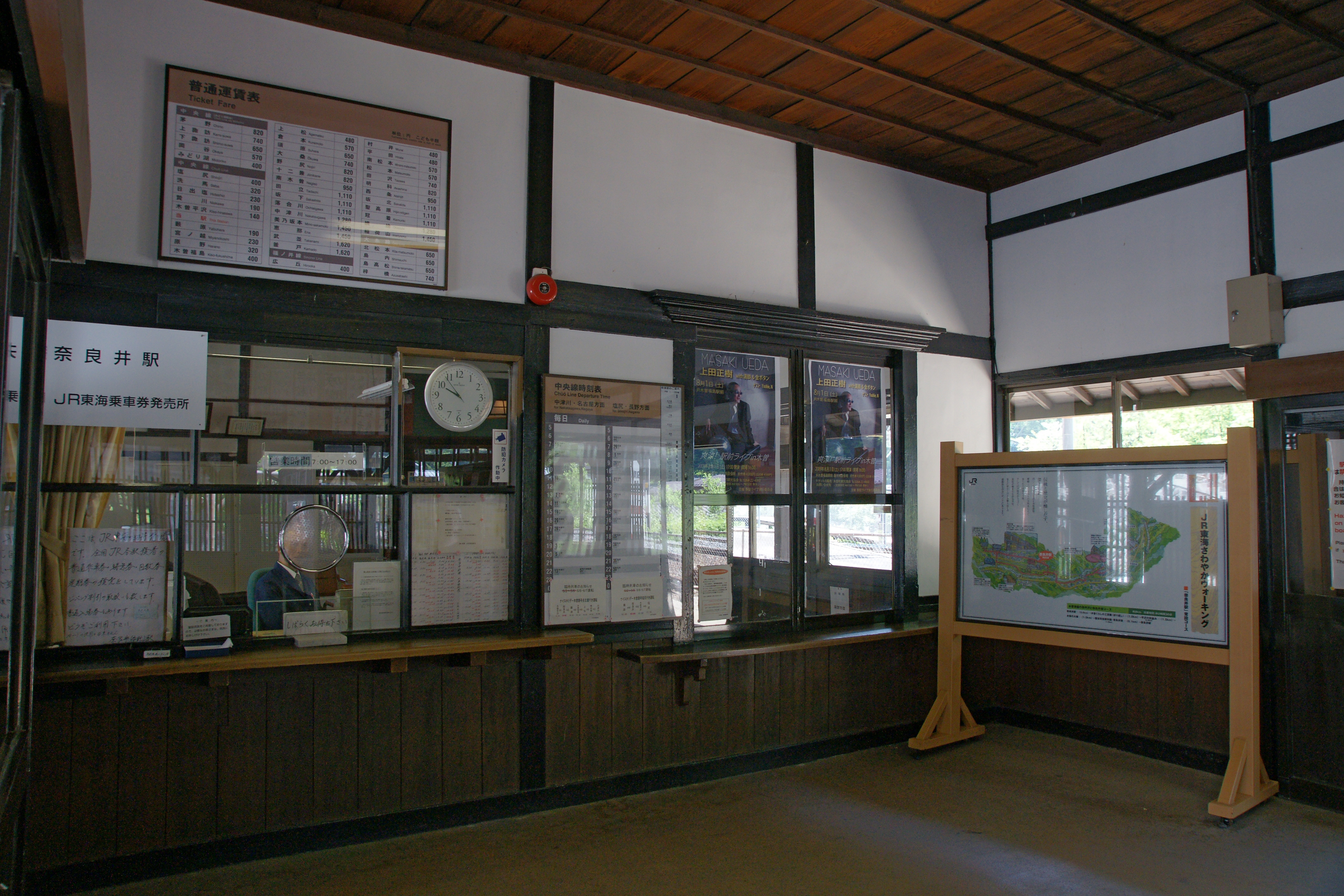
乗車券販売所
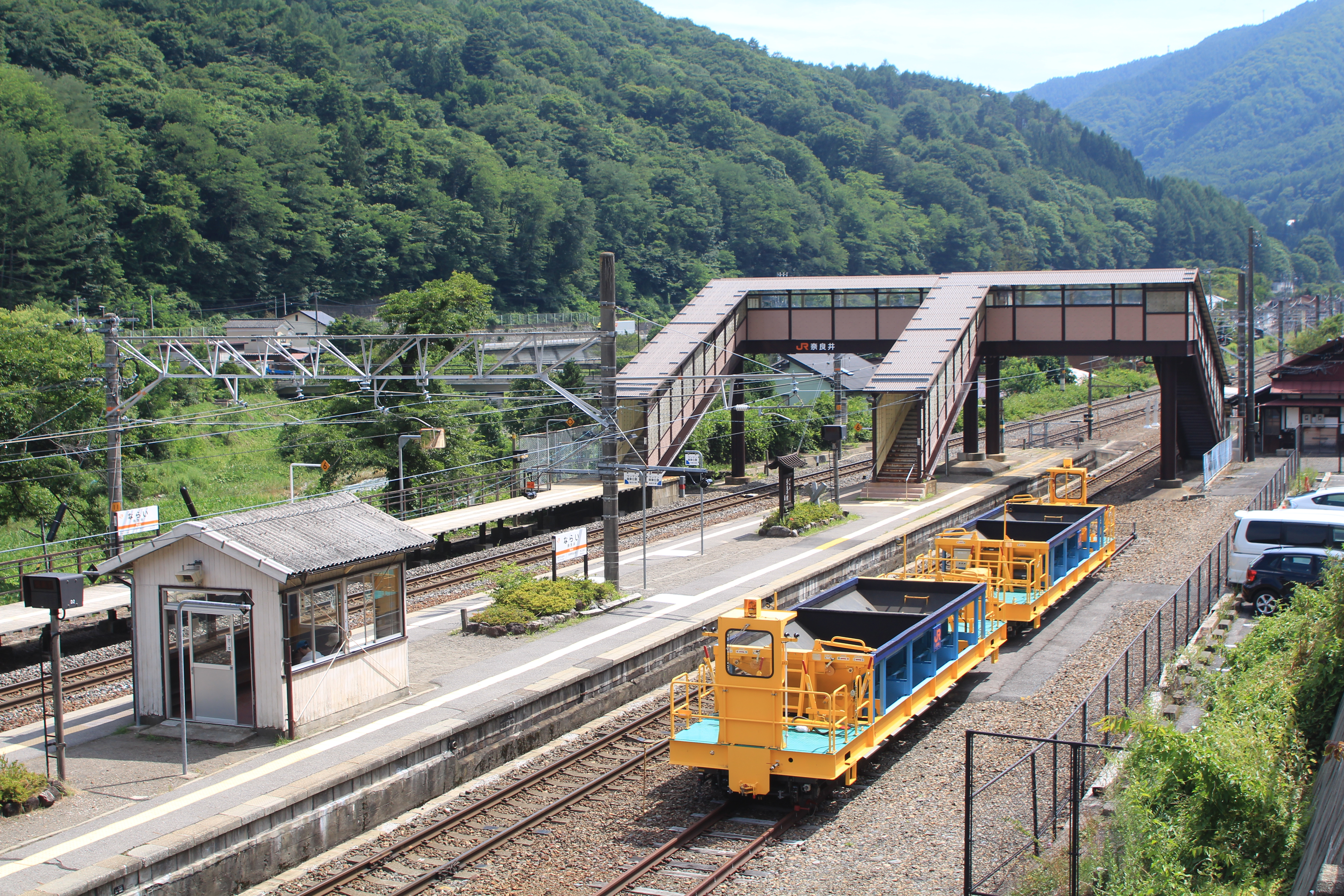
プラットホームと跨線橋
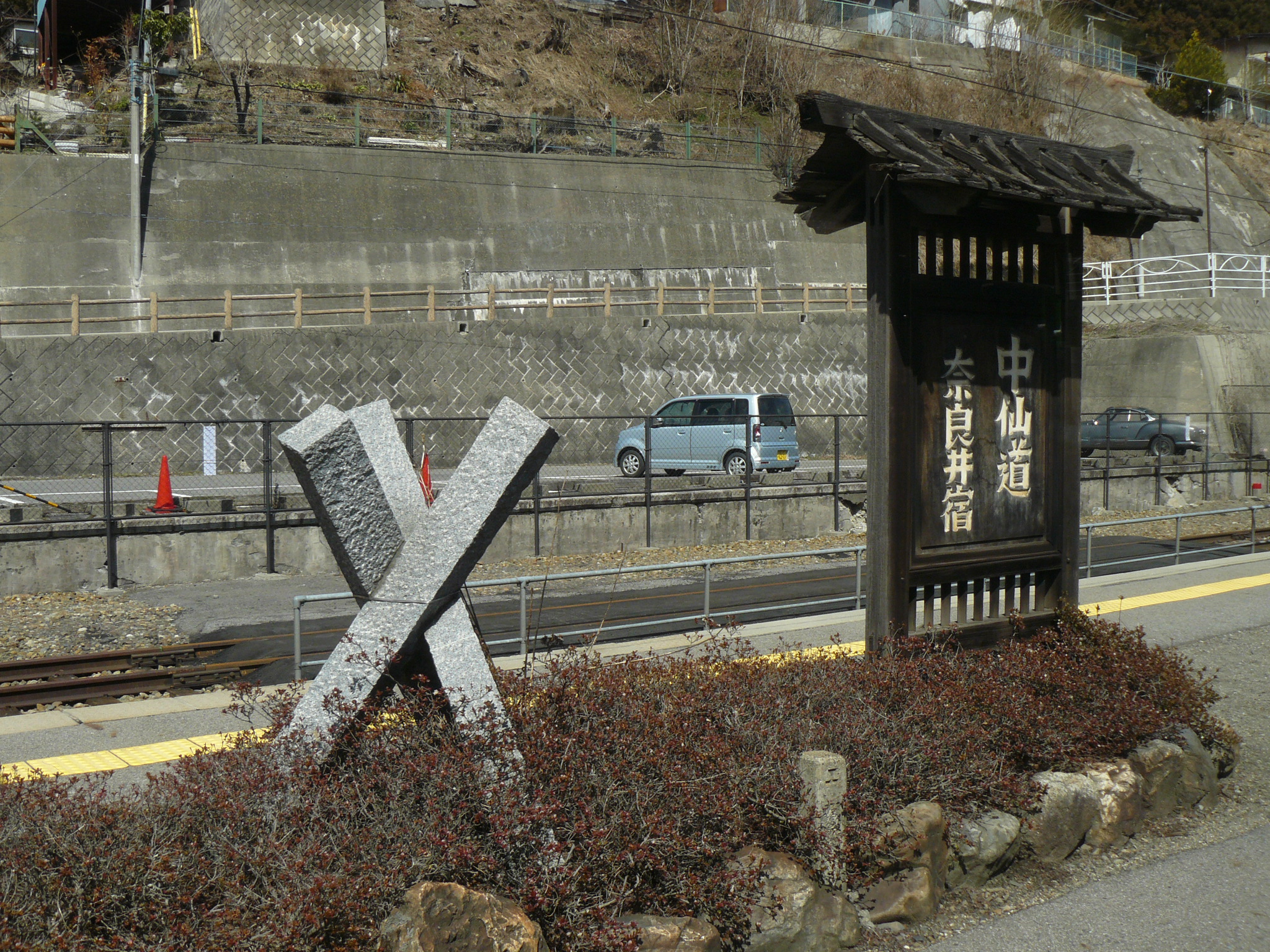
「中仙道奈良井宿」の立て札があるホーム

## 利用状況
「統計しおじり」によると、近年の1日平均乗車人員は以下の通りとなっている（年間乗車人員を年間日数で割った数字である）。
| 年度   | 1日平均 乗車人員 | 出典          |
| ------ | ---------------- | ------------- |
| 1999年 | 164              |               |
| 2000年 | 145              | [ 10 ]        |
| 2001年 | 135              | [ 10 ]        |
| 2002年 | 113              | [ 10 ]        |
| 2003年 | 97               | [ 10 ]        |
| 2004年 | 88               | [ 10 ]        |
| 2005年 | 80               | [ 10 ]        |
| 2006年 | 80               | [ 10 ]        |
| 2007年 | 81               | [ 1 ] [ 10 ]  |
| 2008年 | 79               | [ 10 ]        |
| 2009年 | 80               | [ 1 ] [ 10 ]  |
| 2010年 | 71               | [ 11 ] [ 12 ] |
| 2011年 | 85               | [ 12 ]        |
| 2012年 | 76               | [ 12 ]        |
| 2013年 | 79               | [ 12 ]        |
| 2014年 | 68               | [ 12 ]        |
| 2015年 | 66               | [ 12 ]        |
| 2016年 | 63               | [ 13 ]        |
| 2017年 | 65               | [ 14 ]        |
| 2018年 | 71               | [ 15 ]        |
| 2019年 | 68               | [ 16 ]        |

## 駅周辺
旧中山道奈良井宿は当駅の南西に位置する。駅前広場の一部は、奈良井宿観光客向けの駐車場も兼ねている。観光地である奈良井宿の玄関駅だが、特急等の優等列車はさわやかウォーキング等に連動した臨時停車のみであり、臨時快速のナイスホリデー木曽路も毎土休日運転でないため、鉄道を利用する観光客はあまり多くない。
木曽福島寄りにC12形蒸気機関車199号機が展示されている。
かつて駅裏に奈良井営林署貯木場があり奈良井川ぞいに奈良井森林軌道（黒川軌道）が敷設されていた。昭和29年に水害により休止のち廃止撤去されトラック輸送に変わったが貯木場ものちに廃止された。軌道敷は奈良井ダムの湖底になっている
歩行者用踏切が新設され2019年3月7日に開通した。
国道19号は奈良井川の対岸にある。
- 木曾の大橋[1]
- 中山道 奈良井宿[1]
- 国道19号
- 道の駅奈良井木曽の大橋[1]

## バス路線
- 塩尻市地域振興バス楢川線 - 奈良井駅前
- 重伝建周遊バス（季節運行） - 奈良井駅前
  - このほか、国道19号線沿いにある『道の駅奈良井木曽の大橋』の奈良井宿バス停に中央高速バス塩尻・木曽福島線バスタ新宿行きが停車する。

## 隣の駅
東海旅客鉄道（JR東海）
CF 中央本線
木曽平沢駅 - 奈良井駅 - 藪原駅